# Fed Cup de 2013
A Fed Cup de 2013 foi a 51ª edição do mais importante torneio entre países do tênis feminino.

## Grupo Mundial
Oito equipes disputaram o título em três rodadas eliminatórias.
|  |                                            |                                   |                                   |                          |   |                             |                             |                             |  |  |                         |                         |                         |
|  | Primeira fase 9 a 10 de fevereiro          | Primeira fase 9 a 10 de fevereiro | Primeira fase 9 a 10 de fevereiro |                          |   | Semifinais 20 a 21 de abril | Semifinais 20 a 21 de abril | Semifinais 20 a 21 de abril |  |  | Final 2 a 3 de novembro | Final 2 a 3 de novembro | Final 2 a 3 de novembro |
|  | Primeira fase 9 a 10 de fevereiro          | Primeira fase 9 a 10 de fevereiro | Primeira fase 9 a 10 de fevereiro |                          |   | Semifinais 20 a 21 de abril | Semifinais 20 a 21 de abril | Semifinais 20 a 21 de abril |  |  | Final 2 a 3 de novembro | Final 2 a 3 de novembro | Final 2 a 3 de novembro |
|  | Ostrava, República Tcheca – duro (coberto) |                                   |                                   |                          |   |                             |                             |                             |  |  |                         |                         |                         |
|  |                                            |                                   |                                   |                          |   |                             |                             |                             |  |  |                         |                         |                         |
|  | 1                                          | República Checa                   | 4                                 |                          |   |                             |                             |                             |  |  |                         |                         |                         |
|  | 1                                          | República Checa                   | 4                                 | Palermo, Itália – saibro |   |                             |                             |                             |  |  |                         |                         |                         |
|  |                                            | Austrália                         | 0                                 |                          |   |                             |                             |                             |  |  |                         |                         |                         |
|  |                                            | Austrália                         | 0                                 |                          | 1 | República Checa             | 1                           |                             |  |  |                         |                         |                         |
|  | Rimini, Itália – saibro (coberto)          |                                   |                                   |                          | 1 | República Checa             | 1                           |                             |  |  |                         |                         |                         |
|  |                                            |                                   | 3                                 | Itália                   | 3 |                             |                             |                             |  |  |                         |                         |                         |
|  |                                            | Estados Unidos                    | 3                                 | Itália                   | 3 | 2                           |                             |                             |  |  |                         |                         |                         |
|  |                                            | Estados Unidos                    |                                   |                          |   | 2                           | Cagliari, Itália – saibro   |                             |  |  |                         |                         |                         |
|  | 3                                          | Itália                            | 3                                 |                          |   |                             |                             |                             |  |  |                         |                         |                         |
|  | 3                                          | Itália                            | 3                                 |                          |   | 3                           | Itália                      | 4                           |  |  |                         |                         |                         |
|  | Moscou, Rússia – duro (coberto)            |                                   |                                   |                          |   | 3                           | Itália                      | 4                           |  |  |                         |                         |                         |
|  |                                            |                                   | 4                                 | Rússia                   | 0 |                             |                             |                             |  |  |                         |                         |                         |
|  | 4                                          | Rússia                            | 4                                 | Rússia                   | 0 | 3                           |                             |                             |  |  |                         |                         |                         |
|  | 4                                          | Rússia                            | Moscou, Rússia – duro (coberto)   |                          |   | 3                           |                             |                             |  |  |                         |                         |                         |
|  |                                            | Japão                             | 2                                 |                          |   |                             |                             |                             |  |  |                         |                         |                         |
|  |                                            | Japão                             | 2                                 |                          | 4 | Rússia                      | 3                           |                             |  |  |                         |                         |                         |
|  | Niš, Sérvia – duro (coberto)               |                                   |                                   |                          | 4 | Rússia                      | 3                           |                             |  |  |                         |                         |                         |
|  |                                            |                                   |                                   | Eslováquia               | 2 |                             |                             |                             |  |  |                         |                         |                         |
|  |                                            | Eslováquia                        | 3                                 | Eslováquia               | 2 |                             |                             |                             |  |  |                         |                         |                         |
|  |                                            | Eslováquia                        | 3                                 |                          |   |                             |                             |                             |  |  |                         |                         |                         |
|  | 2                                          | Sérvia                            | 2                                 |                          |   |                             |                             |                             |  |  |                         |                         |                         |
|  | 2                                          | Sérvia                            | 2                                 |                          |   |                             |                             |                             |  |  |                         |                         |                         |

## Grupo Mundial II
Segunda divisão da Fed Cup. As equipes vencedoras vão para a Repescagem do Grupo Mundial, enquanto que as perdedoras, para a Repescagem do Grupo Mundial II.
Datas: 9 e 10 de fevereiro.
| Cidade       | Piso             | Equipe mandante | Equipe visitante | Resultado |
| ------------ | ---------------- | --------------- | ---------------- | --------- |
| Berna        | duro (coberto)   | Suíça           | Bélgica (1)      | 4–1       |
| Buenos Aires | saibro           | Argentina       | Suécia (4)       | 2–3       |
| Alicante     | saibro           | Espanha         | Ucrânia (3)      | 3–1       |
| Limoges      | saibro (coberto) | França          | Alemanha (2)     | 1–3       |

## Repescagem do Grupo Mundial
As equipes perdedoras da primeira rodada do Grupo Mundial enfrentam as vencedoras do Grupo Mundial II por um lugar na primeira divisão do ano seguinte.
Datas: 20 e 21 de abril.
| Cidade       | Piso             | Equipe mandante    | Equipe visitante | Resultado |
| ------------ | ---------------- | ------------------ | ---------------- | --------- |
| Stuttgart    | saibro (coberto) | Alemanha           | Sérvia (1)       | 3–2       |
| Chiasso      | saibro           | Suíça              | Austrália (3)    | 1–3       |
| Barcelona    | saibro           | Espanha            | Japão (4)        | 4–0       |
| Delray Beach | duro             | Estados Unidos (2) | Suécia           | 3–2       |

- Austrália e  Estados Unidos permanecerão no Grupo Mundial em 2014.
- Alemanha e  Espanha foram promovidas e disputarão o Grupo Mundial em 2014.
- Suécia e  Suíça permanecerão no Grupo Mundial II em 2014.
- Japão e  Sérvia foram rebaixadas e disputarão o Grupo Mundial II em 2014.

## Repescagem do Grupo Mundial II
As equipes perdedoras do Grupo Mundial II enfrentam as vencedoras dos zonais do Grupo I - duas da Europa/África, uma da Ásia/Oceania e uma das Américas.
Datas: 20 e 21 de abril.
| Cidade       | Piso             | Equipe mandante | Equipe visitante | Resultado |
| ------------ | ---------------- | --------------- | ---------------- | --------- |
| Koksijde     | duro (coberto)   | Bélgica (1)     | Polónia          | 1–4       |
| Besançon     | duro (coberto)   | França (3)      | Cazaquistão      | 4–1       |
| Buenos Aires | saibro           | Argentina       | Grã-Bretanha (4) | 3–1       |
| Kiev         | saibro (coberto) | Ucrânia (2)     | Canadá           | 2–3       |

- Argentina e  França permanecerão no Grupo Mundial II em 2014.
- Canadá e  Polónia foram promovidas e disputarão o Grupo Mundial II em 2014.
- Cazaquistão e  Grã-Bretanha permanecerão nos respectivos zonais em 2014.
- Bélgica e  Ucrânia foram rebaixadas e disputarão os respectivos zonais em 2014.

## Zonal das Américas
Os jogos de cada grupo acontecem ao longo de uma semana em sede única, previamente definida.

### Grupo I
a) Round robin: todas contra todas em seus grupos (2);
b) Eliminatórias: primeira colocada contra primeira (a vencedora joga a Repescagem do Grupo Mundial II), segunda contra segunda (decisão do 3º e 4º lugar); última de um grupo contra penúltima de outro, e vice-versa (as perdedoras são rebaixadas para o grupo II do zonal).
Datas: 6 a 9 de fevereiro.
Repescagem de promoção
| Cidade   | Piso   | Equipe 1 | Equipe 2 | Resultado |
| -------- | ------ | -------- | -------- | --------- |
| Medellín | saibro | Canadá   | Brasil   | 2–1       |

- Canadá disputará a Repescagem do Grupo Mundial II.
- Chile e  Peru foram rebaixadas e disputarão o Grupo II em 2014.

### Grupo II
Round robin: todas contra todas em seus grupos (2). As primeiras colocadas são promovidas para o grupo I do zonal. Não há repescagens.
Datas: 16 a 20 de julho, em  Santa Tecla, no Maya Country Club, em piso de saibro.
- Bahamas e  Equador foram promovidas e disputarão o Grupo I em 2014.

## Zonal da Ásia e Oceania
Os jogos de cada grupo acontecem ao longo de uma semana em sede única, previamente definida.

### Grupo I
a) Round robin: todas contra todas em seus grupos (2);
b) Eliminatórias: primeira colocada contra primeira (a vencedora joga a Repescagem do Grupo Mundial II), segunda contra segunda (decisão do 3º e 4º lugar) e última contra última (a perdedora é rebaixada para o grupo II do zonal).
Datas: 6 a 9 de fevereiro.
Repescagem de promoção
| Cidade | Piso           | Equipe 1    | Equipe 2    | Resultado |
| ------ | -------------- | ----------- | ----------- | --------- |
| Astana | duro (coberto) | Cazaquistão | Uzbequistão | 2–1       |

- Cazaquistão disputará a Repescagem do Grupo Mundial II.
- Índia foi rebaixada e disputará o Grupo II em 2014.

### Grupo II
a) Round robin: todas contra todas em seus grupos (2);
b) Eliminatórias: primeira colocada contra primeira (a vencedora é promovida para o grupo I do zonal), segunda contra segunda (decisão do 3º e 4º lugar), terceira contra terceira (decisão do 5º e 6º lugar), quarta contra quarta (decisão do 7º e 8º lugar) e quinta contra quinta (decisão do 9º e 10º lugar).
Datas: 4 a 10 de fevereiro.
Repescagem de promoção
| Cidade | Piso           | Equipe 1  | Equipe 2  | Resultado |
| ------ | -------------- | --------- | --------- | --------- |
| Astana | duro (coberto) | Hong Kong | Indonésia | 0–2       |

- Indonésia foi promovida e disputará o Grupo I em 2014.

## Zonal da Europa e África
Os jogos de cada grupo acontecem ao longo de uma semana em sede única, previamente definida.

### Grupo I
a) Round robin: todas contra todas em seus grupos (4);
b) Eliminatórias: em dois jogos cada segmento, primeiras colocadas contra primeiras (as vencedoras jogam a Repescagem do Grupo Mundial II), segundas contra segundas (decisão do 5º ao 8º lugar), terceiras contra terceiras (decisão do 9º ao 12º lugar) e últimas contra últimas (as perdedoras são rebaixadas para o grupo II do zonal).
Datas: 6 a 10 de fevereiro.
Repescagem de promoção
| Cidade | Piso | Equipe 1     | Equipe 2 | Resultado |
| ------ | ---- | ------------ | -------- | --------- |
| Eilat  | duro | Croácia      | Polónia  | 1–2       |
| Eilat  | duro | Grã-Bretanha | Bulgária | 2–0       |

- Grã-Bretanha e  Polónia disputarão a Repescagem do Grupo Mundial II.
- Bósnia e Herzegovina e  Geórgia foram rebaixadas e disputarão o Grupo II em 2014.

### Grupo II
a) Round robin: todas contra todas em seus grupos (2);
b) Eliminatórias: primeira de um grupo contra segunda de outro, e vice-versa (as vencedoras são promovidas para o grupo I do zonal); e penúltima de um grupo contra última de outro, e vice-versa (as perdedoras são rebaixadas para o grupo III do zonal).
Datas: 17 a 20 de abril.
Repescagem de promoção
| Cidade | Piso   | Equipe 1 | Equipe 2   | Resultado |
| ------ | ------ | -------- | ---------- | --------- |
| Ulcinj | saibro | Tunísia  | Lituânia   | 2–1       |
| Ulcinj | saibro | Letónia  | Montenegro | 2–1       |

- Letónia e  Tunísia foram promovidas e disputarão o Grupo I em 2014.
- Estónia e  Grécia foram rebaixadas e disputarão o Grupo III em 2014.

### Grupo III
a) Round robin: todas contra todas em seus grupos (4);
b) Eliminatórias: em dois jogos cada segmento, primeiras colocadas contra primeiras (as vencedoras são promovidas para o grupo II do zonal), segundas contra segundas (decisão do 5º ao 8º lugar) e terceiras contra terceiras (decisão do 9º ao 12º lugar).
Datas: 8 a 11 de maio.
Repescagem de promoção
| Cidade   | Piso   | Equipe 1  | Equipe 2      | Resultado |
| -------- | ------ | --------- | ------------- | --------- |
| Chișinău | saibro | Egito     | Moldávia      | 2–0       |
| Chișinău | saibro | Dinamarca | Liechtenstein | 1–2       |

- Egito e  Liechtenstein foram promovidas e disputarão o Grupo II em 2014.